# Хенце, Макс
Макс Хенце (нем. Max Henze; 23 сентября 1899, Кётен, Германская империя — 10 марта 1951, Быдгощ, ПНР) — немецкий политический деятель, бригадефюрер СС, в годы национал-социализма был начальником полиции в Касселе, Данциге и Эссене.

## Биография
Макс Хенце родился 23 сентября 1899 года в семье предпринимателя, занимавшийся перевозкой грузов, Карла Хуго Хенце. Посещал народную школу в Кётене и Дрездене. Получил коммерческое образование. 1 апреля 1917 года добровольцем пошёл на фронт и участвовал в Первой мировой войне. 1 ноября 1918 года был демобилизован. С 1919 по 1932 год работал представителем торговой компании. С 1923 по 1926 год состоял в фрайкоре Россбаха.
1 июня 1926 года был зачислен в ряды СС (№ 1167). 1 апреля 1928 года вступил в НСДАП (билет № 80481). 1 февраля 1931 года ему было присвоено звание штурмбаннфюрера СС. До апреля 1931 года был командиром 34-й роты СС в Берлине. В июле 1932 года стал оберфюрером СС. В 1933 году вёл надзор в концлагере Колумбия. 15 декабря 1933 года был произведён в бригадефюреры СС. 
С 1932 по 1933 года состоял в прусском ландтаге, а с 1933 по 1945 год — в рейхстаге. 17 мая 1935 года стал членом окружного управления в районе Вайсензе. 8 января 1937 года стал начальником полиции в Касселе. После польской кампании в сентябре 1939 года (по другим данным, в октябре 1939 года.) стал исполняющим обязанности начальника полиции в Бромберге. 1 апреля 1940 года стал начальником полиции в Данциге. С 20 декабря 1941 года был начальником полиции в Эссене, сменив на этом посту Карла  Гутенбергера. 
В 1945 году попал в британский плен и интернирован в Рекклингхаузене и Гамбурге. В 1947 году был экстрадирован в Польшу. 4 ноября 1949 года в Бромберге вместе с Рихардом Гильдебрандтом был приговорён к смертной казни. 10 марта 1951 года приговор был приведён в исполнение.